# Megakolon
Als Megakolon oder Megacolon (von altgriechisch μέγας mégas „groß“, und lateinisch colon „Dickdarm, Colon“) bezeichnet man eine mit chronischer Verstopftheit einhergehende Erweiterung (Dilatation) des Dickdarms.
Man unterscheidet die primäre Form, den angeborenen Morbus Hirschsprung (Megacolon congenitum, Hirschsprungsche Krankheit), von den sekundären Formen, die beispielsweise durch die Chagas-Krankheit oder durch Colitis ulcerosa verursacht werden. Eine seltene, aber lebensbedrohliche Sonderform stellt das toxische Megakolon dar.